# Hérault (rivier)

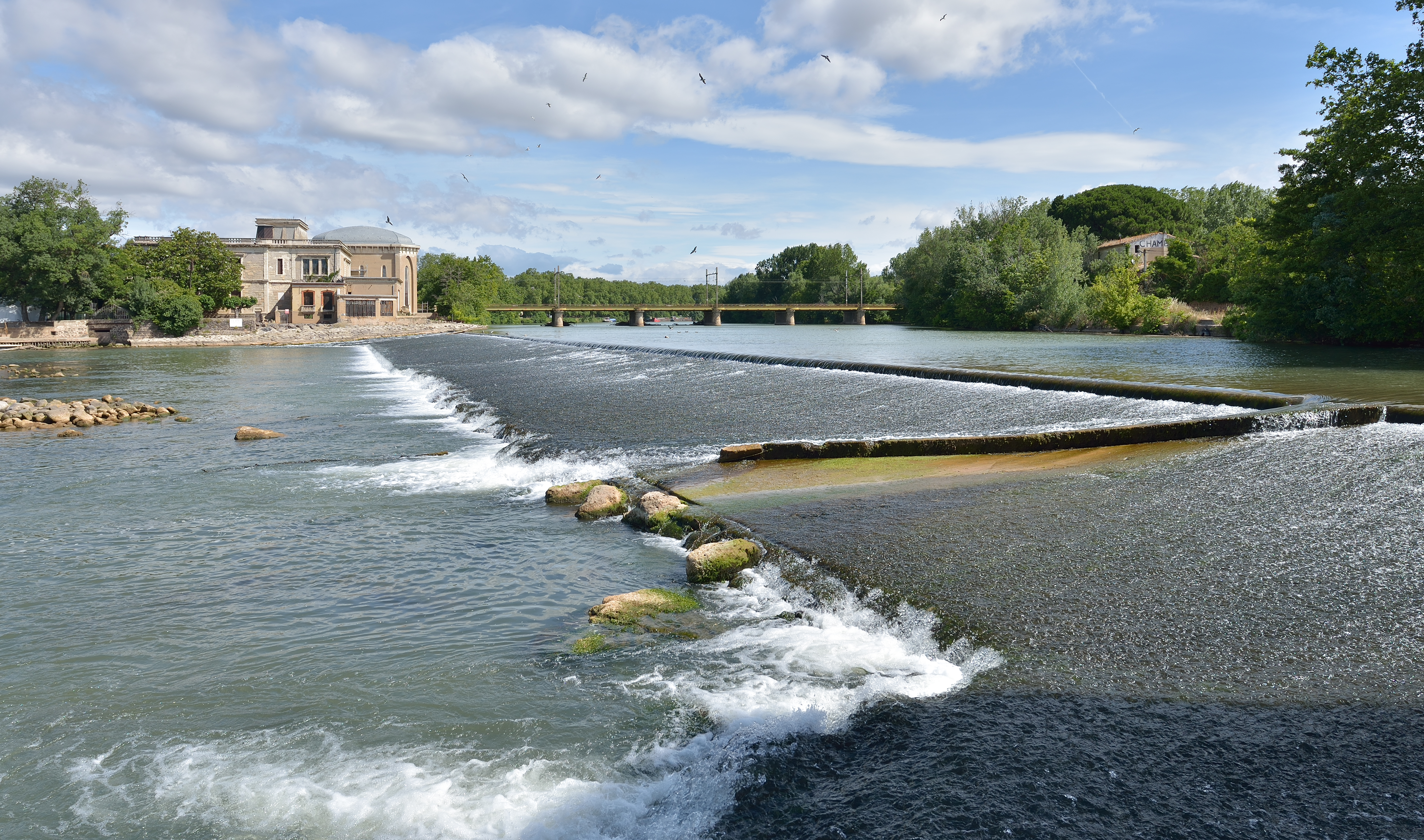

De Hérault is een rivier in het zuiden van Frankrijk. Zij ontspringt op de Mont Aigoual in het zuiden van de Cevennen en stroomt zuidwaarts naar de Middellandse Zee.
Zij doorkruist twee departementen van de regio Occitanie: de departementen Gard met de stad Valleraugue en Hérault met de steden Ganges, Pézenas en Agde.
De belangrijkste zijrivieren zijn de Arre, de Vis, de Peyne en de Lergue.